# Tos
|  | Per a altres significats, vegeu «Occípit». |

La tos és una contracció espasmòdica sobtada i de vegades repetitiva de la cavitat toràcica que resulta en un alliberament violent de l'aire dels pulmons produint un so característic. L'aire expulsat pot assolir una velocitat de 480 km/h (com a referència, noteu que la velocitat del so és de 1.200 km/h aproximadament). La tos és diferent a l'esternut.
La tos pot ser tos seca si és produïda per una irritació de la gola, per inflamació dels nervis que la toquen (tos nerviosa) o per altres motius que no impliquin l'expulsió de mucositat o altres substàncies. La tos seca perllongada, al seu torn, sol produir malestar i irritació de la gola, cosa per la qual és recomanable beure aigua (sense sucre ni cap afegit, ni cap altra mena de líquid) sovint, encara que sigui a petits glops, ja que sol costar d'empassar.
La tos productiva o amb mocs és aquella que inclou mucositat. En la majoria dels casos la tos té l'objectiu d'expulsar patògens i altres agents indesitjats, sovint en forma de mucositat que s'acumula a les vies aèries. És molt freqüent per exemple en el cas dels fumadors, ja que el cos sent la necessitat de desempallegar-se de les substàncies tòxiques que inhala. La tos pot servir igualment per a expulsar líquids o sòlids de gran mida en els casos d'ennuegament.

## Tos crònica
Les causes principals de tos crònica són la rinitis al·lèrgica, l'asma i la malaltia per reflux gastroesofàgic.